# Duck Duck Goose
Duck Duck Goose (conocida en Hispanoamérica como Pato, pato, ganso y en España como Al aire patos) es una película de animación de 2018 dirigida por Chris Jenkins. Cuenta con las voces de Jim Gaffigan, Zendaya y Carl Reiner. Una producción internacional entre Estados Unidos y China, la película fue estrenada en China en marzo de 2018 con la intención de ser llevada a los teatros estadounidenses en abril del mismo año. Sin embargo fue limitada su exhibición en teatros y se añadió al repertorio de Netflix. La cinta logró recaudar cerca de seis millones de dólares en China y cerca de diez millones alrededor del mundo, consiguiendo una recaudación total de quince millones de dólares.

## Argumento
Peng es un ganso despreocupado cuyo rebaño está migrando a China. Su actitud y comportamiento son desaprobados por el líder Bing, a quien él y su rebaño abandonan mientras Peng duerme. Mientras tanto, Chi y Chao, un par de patitos que se dirigen a un lugar místico llamado Pleasant Valley, terminan siendo separados de su rebaño debido a un truco descuidado de Peng. Para esconderse de un gato siniestro llamado Banzou, terminan durmiendo con Peng después de verlo defendiéndose de Banzou. Sorprendido por su presencia, Peng termina volando imprudentemente lejos de ellos antes de romperse el ala con un gong. Incapaz de volar y asustado, Peng decide usar a los patitos para defenderse de los depredadores y regresar a salvo a su rebaño. Los patitos acceden a regañadientes a ir con él.
Después de una serie de desventuras, Peng comienza a creer en los patitos, sin embargo, antes de aceptar ayudar a los patitos a reunirse con su rebaño, se encuentra con su propio rebaño, donde Chi y Chao descubren sus verdaderas intenciones. Los dos grupos terminan separándose por caminos separados, mientras intentan llegar a sus destinos. Peng intenta volar una vez más, pero pronto es derribado por la ardilla ermitaña Carl. Carl le construye a Peng un ala improvisada. Inspirado, Peng decide usar el ala para regresar con Chi y Chao. Sin embargo, cuando los patitos se reúnen con su rebaño, pronto se dan cuenta de que Pleasant Valley es en realidad un restaurante que sirve patitos. Peng rescata a Chi y Chao, sin embargo, durante su escape, se separan nuevamente. Banzou regresa y retiene a los patitos como rehenes, Peng se enfrenta a Banzou, pero resulta gravemente herido por luchar contra él. Chi y Chao encienden un cohete y lo lanzan al cielo hacia su desaparición.
Debilitado, Peng intenta traer de vuelta a Chi y Chao con su rebaño, pero una tormenta de nieve lo empeora. Los patitos lo llevan volando hacia el manantial donde están los gansos, y Chao, recordando un bocinazo que Peng le enseñó, llama a la novia de Peng, Jingjing, quien finalmente termina rescatándolo. Los gansos dan la bienvenida a los patos, Bing permite que los patitos entren en la bandada, incluso Peng, que ahora ha sido el responsable. Peng presenta a Jingjing a Chi y Chao, y le dice que podría terminar teniendo más hijos.
En una escena a mitad de los créditos, Larry, una tortuga que estaba tratando de advertir a Peng de las intenciones de Banzou, se dirige al valle, solo para descubrir que todos se han ido.

## Reparto
- Jim Gaffigan es Max.[2]
- Zendaya es Chi.[3]
- Lance Lim es Chao.[4]
- Greg Proops es Banzou.[4]
- Natasha Leggero es Jinjing.
- Stephen Fry es Frazier.[4]
- Craig Ferguson es Giles.[4]
- Carl Reiner es Larry.[2]
- Jennifer Grey es Edna.[4]
- Reggie Watts es Carl.
- Diedrich Bader es Bing.[4]
- Rick Overton es Stanley.[4]